# Ismael Quílez
Ismael Alberto Quílez (ur. 16 listopada 1989 w Santa Fe) – argentyński piłkarz grający na pozycji obrońcy w Aldosivi Mar del Plata.

## Kariera klubowa
Karierę rozpoczął w Colónie Santa Fe w 2008. W lipcu 2012 trafił do Quilmes Atlético Club. W lipcu 2013 przeszedł do Racingu Avellaneda. W lipcu 2014 podpisał kontrakt z Aldosivi Mar del Plata.

## Kariera reprezentacyjna
20 kwietnia 2011 zadebiutował w reprezentacji Argentyny w meczu z Ekwadorem. Drugi mecz rozegrał 25 maja 2011 z Paragwajem. Był to jak do tej pory (2014) jego ostatni mecz w kadrze.

## Życie prywatne
Jest synem Carlosa i Alejandry. Ma czworo rodzeństwa (3 siostry i brat); jest najstarszy. Ma dziewczynę Nereę.